# 山陰中央専門大学校
山陰中央専門大学校（さんいんちゅうおうせんもんだいがっこう）は、島根県松江市にある専修学校。設置者は坪内学園グループの学校法人平成坪内学園。

## 設置学科
- 自動車総合学科
- こども総合学科
- 介護福祉士学科

## 所在地
- 島根県松江市東朝日町75-12
  - 向かいには同じ坪内学園グループの専門学校松江総合ビジネスカレッジ（ビジ専）がある（こちらの番地は74）。

## 沿革
- 2006年　法人設立および学校設置認可。国土交通省より自動車整備士養成施設に指定。専門学校島根自動車工学専門大学校として開校し、自動車整備学科を設置。
- 2011年　山陰中央専門大学校へ校名変更
- 2012年　こども総合学科を設置
- 2014年　自動車整備学科を自動車総合学科へ学科名変更。ふくし総合学科を設置。
- 2016年　ふくし総合学科を介護福祉士学科へ学科名変更。